# 罗斯莱本
罗斯莱本（德語：Roßleben，發音：[ˈʁɔsˌleːbn̩] ⓘ）是德国图林根州基夫霍伊瑟县曾经的一个市镇，面积33.57平方千米，2017年12月31日人口为4,885人。2019年1月1日，罗斯莱本与另外3个市镇合并为新市镇罗斯莱本-维厄。